# Swan Songs B-Sides EP
Swan Songs B-Sides EP è il primo EP del gruppo musicale statunitense Hollywood Undead, pubblicato il 23 giugno 2009 dalla A&M Octone Records.

## Tracce
1. Pain – 2:41
2. The Natives – 3:40
3. Knife Called Lust – 2:59
4. The Loss – 3:15

## Formazione
- Deuce – voce
- Funny Man – voce
- Johnny 3 Tears – voce
- Charlie Scene – voce, chitarra solista
- J-Dog – chitarra ritmica, basso, tastiera, sintetizzatore, voce death
- Da Kurlzz – batteria, percussioni, voce death